# SMS Hessen
SMS Hessen byla třetí z pěti bitevních lodí (predreadnought) třídy Braunschweig postavených pro německé císařské námořnictvo. Kýl lodi byl položen v loděnici Germaniawerft v Kielu v roce 1902, na vodu byla spuštěna v září 1903 a do služby se dostala v září 1905. Jméno dostala podle státu Hesensko a hlavní výzbroj tvořila 4 děla ráže 280 mm (11 palců). Dosahovala maximální rychlosti 18 uzlů (33 km/h; 21 mph). Stejně jako všechny ostatní predreadnoughty postavené na přelomu století i Hessen rychle zastarala uvedením do služby revoluční lodí HMS Dreadnought v roce 1906; ve výsledku u německého námořnictva zažila omezenou službu.
V době míru se Hessen soustředila na cvičení a výcvikové plavby. Prodělala dvě náhodné srážky – v roce 1911 s dánským parníkem a s německým torpédovým člunem v roce 1913. Hessen měla být vyřazena ze služby v srpnu 1914, ale začátek první světové války v červenci tento plán přerušil a zůstala ve službě u Širokomořského loďstva. V prvních dvou letech války měla různé úkoly, sloužila jako strážní loď u ústí Labe, hlídkovala v dánských průlivech a podporovala útoky na britské pobřeží, včetně nájezdu na Scarborough, Hartlepool a Whitby v prosinci 1914 a ostřelování Yarmouth a Lowestoft v dubnu 1916. Následující měsíc byla Hessen přítomna v bitvě u Jutska, největší námořní bitvy války. V poslední denní akci 31. května Hessen a další predreadnoughty II. bitevní eskadry kryly ústup poškozených německých bitevních křižníků od eskadry britských bitevních křižníků.
Tato bitva odhalila, jak jsou predreadnoughty jako Hessen neadekvátní tváří v tvář modernějším zbraním, takže s ostatními loděmi II. eskadry byla vyřazena ze služby u floty. Stalo se tak v prosinci 1916, také byla odzbrojena a po zbytek války sloužila jako pomocná (depotní) loď. Hessen byla jednou z mála zastaralých bitevních lodí, které si Německo mohlo ponechat na základě podmínek Versailleské smlouvy. Byla znovu vyzbrojena a sloužila u floty ve 20. a na počátku 30. let, ačkoli byla v roce 1934 vyřazena z frontové služby. Následující rok byla přestavěna na rádiem řízenou cílovou loď. V této funkci působila během druhé světové války a také pracovala jako ledoborec v Baltském a Severním moři. Po válce v roce 1946 byla předána SSSR, přejmenována na Cel a sloužila až do svého vyřazení v roce 1960.